# Země je hříšná píseň
Země je hříšná píseň (finsky Maa on syntinen laulu) je naturalistický román, který je debutem a zároveň nejznámějším dílem finského spisovatele a malíře Timo K. Mukky. Protože Mukka pocházel z oblasti Pello ve finském Laponsku, jsou jeho díla (včetně Země je hříšná píseň) situovaná do severního Finska a nesou autobiografické prvky. Konkrétně Země je hříšná píseň nabízí pohled na každodenní život, který není tak idylický, jak se na první pohled může zdát. Mukkův realistický popis laponské vesnice a okolní přírody tedy absolutně boří zkreslenou představu o finském severu.

## Děj
Děj románu se odehrává ve vesnici Siskonranta kdesi v Laponsku ve 40. letech 20. století. Ačkoliv se jedná o relativně moderní dobu, vesnice působí, jako by existovala v jakémsi bezčasí, kde je prostý život podřízen rytmu přírody. Nepříznivé přírodní podmínky jsou doprovázeny celou škálou problémů – pomluvy, násilí, alkoholismus, ztráta morálních zásad i částečný náboženský fanatismus, to je vše je v Siskonrantě přítomno. Mnohé z těchto problémů jsou součástí každého dne. 
V tomto prostředí dospívá hlavní postava příběhu – prostoduchá dívka Martta Mäkelä, jež spolu s rodinou hospodaří na statku. Marttin otec Juhani holduje alkoholu, matka Alli je nevalného zdraví a děda si vybíjí veškerou frustraci na jejich starém slepém psovi Panuovi. Jak Martta dospívá, probouzí se její sexualita a dívka se zamiluje do sámského pastýře sobů a obchodníka Ouly, jenž je vyhlášený holkař. Ačkoliv má Martta i dalšího nápadníka (kterého její rodiče schvalují), upřednostní Oulu a neplánovaně s ním otěhotní. Nemanželské dítě znamená velkou ostudu, a když Marttin stav nelze již déle skrývat, stane se rodina předmětem pomluv. Otec Juhani propadne alkoholu ještě více a Oulovi vyhrožuje. I přes otcovy výhrůžky se však Martta s Laponcem dále stýká. Když Martta již poněkolikáté uteče za Laponcem, otec Juhani se rozzuří a začne jej pronásledovat se sekerou. Oula před ním prchá na zamrzlé jezero, prolomí se pod ním led a utopí se. Oulova smrt ovšem Juhanimu nepřinese klid a po narození Marttina nemanželského dítěte se oběsí. 

### Zařazení díla
Dílo je vyprávěno chronologicky v er-formě. Vyskytuje se zde naturalismus a baladický styl, který je zvýrazněn lyrickými pasážemi na začátku každé kapitoly. Všechny tyto pasáže jsou silně melancholické, a ačkoliv během čtení působí samostatně a na první pohled vytrženě z kontextu, mohou fungovat i jako celek, jenž vypráví milostný příběh s tragickým koncem, a velmi volně tedy odpovídá hlavní dějové lince – prolínají se zde motivy přírody, života a smrti, lásky, erotiky, atd.. Naturalismus je podpořen dialekty, jejichž hojné používání je projevem jazykové revolty ve Finsku v 60. letech. Temné severofinské pozadí a vesnické prostředí jsou společným rysem i pro další Mukkova díla. 

## Vydání a přijetí díla
Román byl vydán nakladatelstvím Gummerus v roce 1964. Vzhledem k naturalistickým popisům, ostré kritice dvojí morálky a otevřenému popisu milostných scén bylo již od počátku jasné, že román je potřeba svěřit radikálnímu vydavateli. Mukka první rukopis zaslal nakladatelství Kansankulttuuri, kterým byl odmítnut. Maija Savutie (finská literární a divadelní kritička, redaktorka) však doporučila, aby jej poslal právě nakladatelství Gummerus, protože by mohlo zapadat do jeho smělé vydavatelské politiky. Tam se rukopis dostal do rukou literárního ředitele Rauna Ekholma, jenž z něj byl nadšený. Dalším čtenářem se stal spisovatel Jaakko Syrjä, jehož první dojmy byly obdobné jako u Ekholma. Oba se shodli, že se objevil velmi talentovaný spisovatel. I tak bylo na rukopisu potřeba ještě pracovat. První opravy se týkaly použitého jazyka. Nářečí bylo sice autentické, nicméně Syrjä jej hodnotil jako těžko čitelné. Mukka se pustil do práce a zároveň začal psát další díla (např. Tabu). V lednu 1964 odevzdal třetí verzi Hříšné písně, kterou Ekholm a Syrjä přijali jako finální – dílo bylo lyričtější a objektivnější, nebyly potřeba stylistické opravy a autorův vývoj předčil očekávání. 
Co se týče kritiky, bylo dílo přijato rozporuplně. Reakce mnohých helsinských kritiků byly odmítavé, některé až urážlivé – např. Pekka Tarkka sice vyzdvihl Mukkův talent, ale celkově podle něj zašel román do extrému (Uusi Suomi 31. října 1964). Tauno Väinölä napsal: „Nesmyslná kniha". Popis laestadiánských společností považoval za bezprecedentní a ptal se, „zda už se neuznávají žádné hranice“ (Kotimaa, 6. listopadu 1964). Jeja-Pekka Roos naopak knihu hájil – dvojznačně konstatoval, že „severní Finsko je od Helsinek vzdálenější než západní Německo“ a že „obyvatelé Helsinek o severním Finsku nic nevědí“. Dílo bral jako severský dokument a nepochyboval o jeho pravosti (Suomen Sosialidemokrat 25. 11. 1964). V severofinských novinách byla kniha všeobecně přijata, například Hilja Mörsäri hodnotila dílo jako silně autentické (Koillissanomat 20.11.1964). Kvalita tohoto díla byla plně doceněna až po autorově smrti. V současnosti je Timo K. Mukka řazen mezi uznávané klasiky finské literatury.
Do češtiny byl román Země je hříšná píseň přeložen Janem Petrem Velkoborským a vydán v roce 1980 nakladatelstvím Odeon. Druhé české vydání vydalo nakladatelství Ivo Železný společně s Mukkovou novelou Píseň o dětech Sipirje (v originále Laulu Sipirjan lapsista) v roce 1993. 

## Film
Tak jako mnoho dalších bestsellerů se i tento dočkal filmového zpracování, a to již v roce 1973. Na scénáři se podílel i Mukka. Režisérem je Rauni Molberg a snímek byl oceněn Jussi Awards celkem ve čtyřech kategoriích. Stejně jako kniha se film vyznačuje syrovostí a vykresluje realistický obraz laponského venkova.